# Edward Herbert Fitzherbert
Edward Herbert Fitzherbert, britanski general, * 1885, † 1979.